# Resolución 1558 del Consejo de Seguridad de las Naciones Unidas
La resolución 1558 del Consejo de Seguridad de las Naciones Unidas, adoptada por unanimidad el 17 de agosto de 2004, tras recordar resoluciones anteriores sobre la situación en Somalia, en particular las resoluciones 733 (1992) y 1519 (2003), el Consejo restableció un grupo para supervisar el embargo de armas contra el país durante seis meses más. 
El Consejo de Seguridad ofreció su apoyo al proceso de reconciliación somalí, incluida la actual Conferencia de Reconciliación Nacional de Somalia. Condenó el flujo ilegal de armas hacia Somalia y a través de este país, en violación del embargo de armas, y pidió que se introdujeran mejoras en la vigilancia del embargo.  Actuando en virtud del Capítulo VII de la Carta de las Naciones Unidas, el Consejo subrayó que todos los países debían cumplir el embargo. Se pidió al Secretario General Kofi Annan que restableciera un grupo de vigilancia para supervisar la aplicación del embargo de armas contra Somalia, actualizar las listas de quienes violan las sanciones, cooperar con un Comité establecido en la Resolución 751 (1992) y formular recomendaciones.